# Латвійська хокейна ліга
Латвійська хокейна ліга (латис. Latvijas Virslīgas hokeja čempionāts) — щорічні хокейні змагання в Латвії, які проводяться з 1931 року під егідою Латвійської хокейної федерації. У чемпіонаті беруть участь сім клубів.

## Історія
Перший чемпіонат Латвії проводився в сезоні 1930—31 серед 5 команд із Риги («Юніонс», «Вандерер», АСК Рига, «Кайзервальд» та «Юніверсітатес Спорт») і Лієпаї (АСК і «Олімпія»). Перший чемпіон Латвії визначився 1931 року: «Юніонс» у фіналі пореміг клуб АСК 1:0. Чемпіони 1930—40-х років: АСК — 5 разів, «Юніверсітатес Спорт» (ЮС) — 4, «Юніон» — 3, «Динамо» (колишній ЮС) — 2.
Найкращий клуб Латвії «Динамо» (Рига), який називався також «Даугава», ХК «Рига», «Рига Старз» і «Пардаугава», з 1946 року виступав у чемпіонатах СРСР і МХЛ.
У дев'яностих роках минулого століття чемпіонат відродили, причому на початку в ньому виступало до 19 команд. Поступово кількість клубів зменшилась до 6-8 клубів, з сезону 2015/16 у чемпіонаті виступає сім клубів.

## Чемпіони Латвії
- 2024–25 — ХК «Мого»
- 2023–24 — ХК «Мого»
- 2022–23 — «Семигалія»
- 2021–22 — «Семигалія»
- 2020–21 — «Олімп» (Рига)
- 2019–20 — скасовано через пандемію коронавірусу
- 2018–19 — ХК «Мого»
- 2017–18 — ХК «Курбадс»
- 2016–17 — ХК «Курбадс»
- 2015–16 — ХК «Лієпая»
- 2014–15 — ХК «Мого»
- 2013–14 — ХК «Призма-Рига»
- 2012–13 — ХК СМСкредит.лв Рига
- 2011–12 — ФХК «Металург» (Лієпая)
- 2010–11 — ФХК «Металург» (Лієпая)
- 2009–10 — «Динамо-Юніорс»
- 2008–09 — ФХК «Металург» (Лієпая)
- 2007–08 — ФХК «Металург» (Лієпая)
- 2006–07 — Рига 2000
- 2005–06 — Рига 2000
- 2004–05 — Рига 2000
- 2003–04 — Рига 2000
- 2002–03 — ФХК «Металург» (Лієпая)
- 2001–02 — ФХК «Металург» (Лієпая)
- 2000–01 — Рига 2000
- 1999-00 — ФХК «Металург» (Лієпая)
- 1998–99 — «Нік'С-Брих» (Рига)
- 1997–98 — «Нік'С-Брих» (Рига)
- 1996–97 — «Латвіяс Берзс Ессаміка» (Рига)
- 1995–96 — «Нік'С-Брих» (Рига)
- 1994–95 — «Нік'С-Брих» (Рига)
- 1993–94 — «Хокей Центрс»
- 1992–93 — «Пардаугава» (Рига)
- 1991–92 — ХК «Сага Кекава» (Рига)
- 1944–90 — чемпіонат не проводили
- 1943–44 —  «Юніверсітатес Спорт» (Рига)
- 1942–43 — чемпіонат не проводили
- 1941–42 — «Юніверсітатес Спорт» (Рига)
- 1940–41 — чемпіонат не проводили
- 1939–40 — «Юніверсітатес Спорт» (Рига)
- 1938–39 — АСК (Рига)
- 1937–38 — АСК (Рига)
- 1936–37 — «Юніверсітатес Спорт» (Рига)
- 1935–36 — АСК (Рига)
- 1934–35 — АСК (Рига)
- 1933–34 — АСК (Рига)
- 1932–33 — «Юніонс» (Рига)
- 1931–32 — «Юніонс» (Рига)

## Клуби та титули
| Титули | Клуб                            | Сезони                                   |
| ------ | ------------------------------- | ---------------------------------------- |
| 7      | ФХК «Металург» (Лієпая)         | 2000, 2002, 2003, 2008, 2009, 2011, 2012 |
| 5      | Рига 2000                       | 2001, 2004, 2005, 2006, 2007             |
| 4      | «Нік'С-Брих» (Рига)             | 1995, 1996, 1998, 1999                   |
| 4      | «Мого»                          | 2015, 2019, 2024, 2025                   |
| 2      | «Курбадс»                       | 2017, 2018                               |
| 2      | «Семигалія»                     | 2022, 2023                               |
| 1      | «Динамо-Юніорс»                 | 2010                                     |
| 1      | «Пардаугава» (Рига)             | 1993                                     |
| 1      | «Латвіяс Берзс Ессаміка» (Рига) | 1997                                     |
| 1      | «Хокей Центрс»                  | 1994                                     |
| 1      | «Сага Кекава» (Рига)            | 1992                                     |
| 1      | «Лієпая»                        | 2016                                     |
| 1      | «Олімп» (Рига)                  | 2021                                     |